# El mundo como voluntad y representación
El mundo como voluntad y representación (Die Welt als Wille und Vorstellung, en el original alemán) es el título de la obra capital del filósofo alemán Arthur Schopenhauer. Publicada por primera vez en 1819, por la editorial Brockhaus de Leipzig, es considerada la más elaborada manifestación del pesimismo filosófico y ha influido en multitud de pensadores y escritores, de la categoría de Freud, Nietzsche, Karl Popper, Cioran y Borges, entre otros. Schopenhauer parte principalmente del idealismo de Kant, y de otros filósofos como Platón, Hume y Berkeley, pero también es tributario, en gran medida, de las filosofías hinduista (las Upanishads) y budista. Su propósito último es la explicación cabal del mundo en todos los aspectos y bajo todos los puntos de vista, tarea que el filósofo aborda a través de los conceptos de voluntad y representación. Todo su trabajo posterior no supuso más que el desarrollo de las ideas fundamentales expuestas en esta obra.
La primera edición no se vendió, y el editor la remató como papel de desecho. Muchos años más tarde, tras la publicación de Parerga y paralipómena (1851), la obra fue valorada en todo su mérito, lo que franqueó a su autor la entrada al panteón de los ilustres.

## Estructura
La obra aparece hoy encabezada por tres prólogos (a la primera edición (1819), a la segunda edición (1844) y a la tercera (1859)), y está dividida en cuatro libros, más un apéndice sobre Kant.

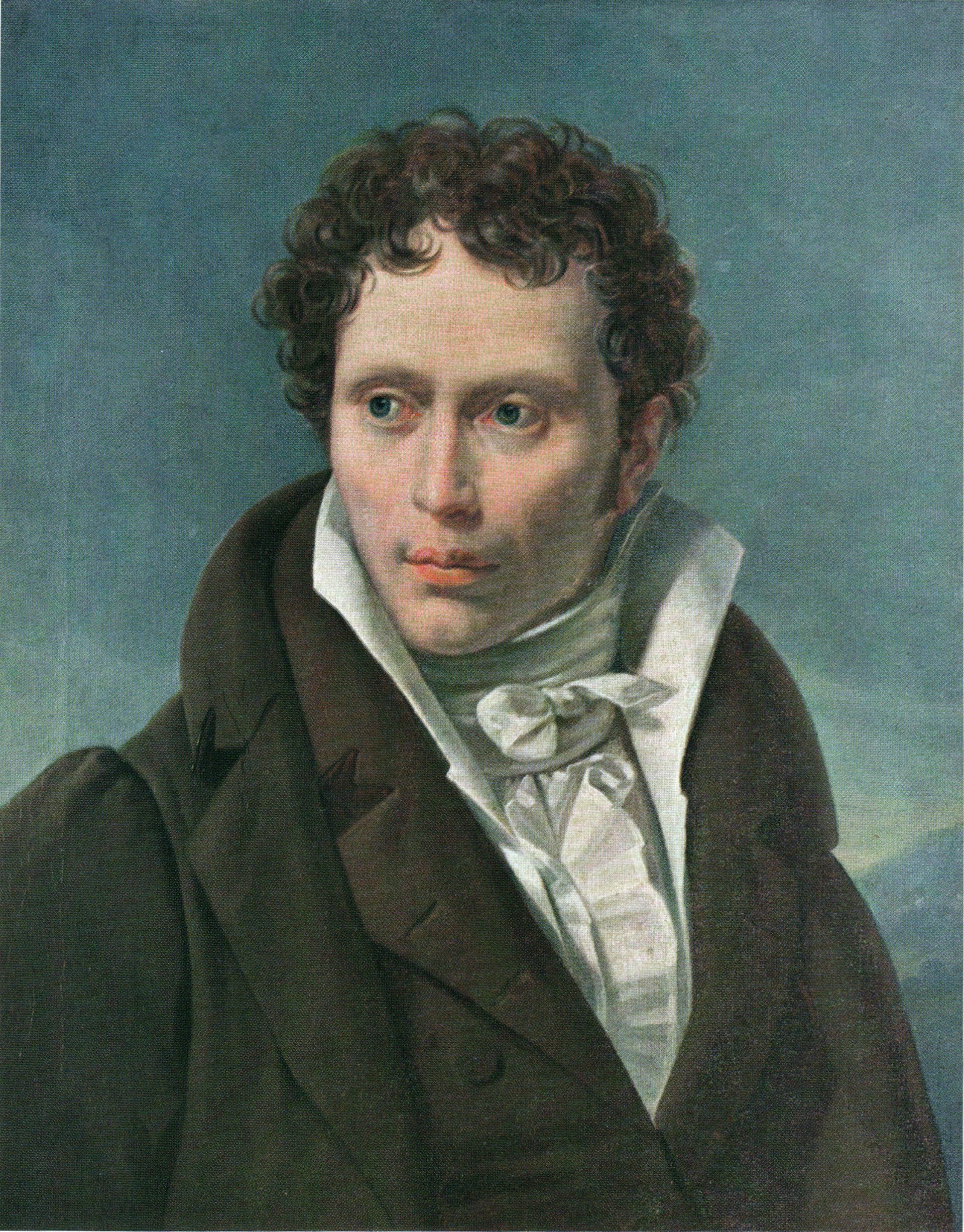
Schopenhauer en 1815, mientras escribía El mundo como voluntad y representación.

- Libro Primero (teoría del conocimiento): «Primera consideración del mundo como representación: La representación sometida al principio de razón: el objeto de la experiencia y de la ciencia».

- Libro Segundo (ontología): «Primera consideración del mundo como voluntad: La objetivación de la voluntad».

- Libro Tercero (estética): «Segunda consideración del mundo como representación. La representación, independientemente del principio de razón. La idea platónica. El objeto del arte».

- Libro Cuarto (ética): «Segunda consideración del mundo como voluntad. Afirmación o negación de la voluntad de vivir al alcanzar el autoconocimiento».

- Apéndice sobre Kant: «Crítica de la filosofía kantiana».

## Contenido

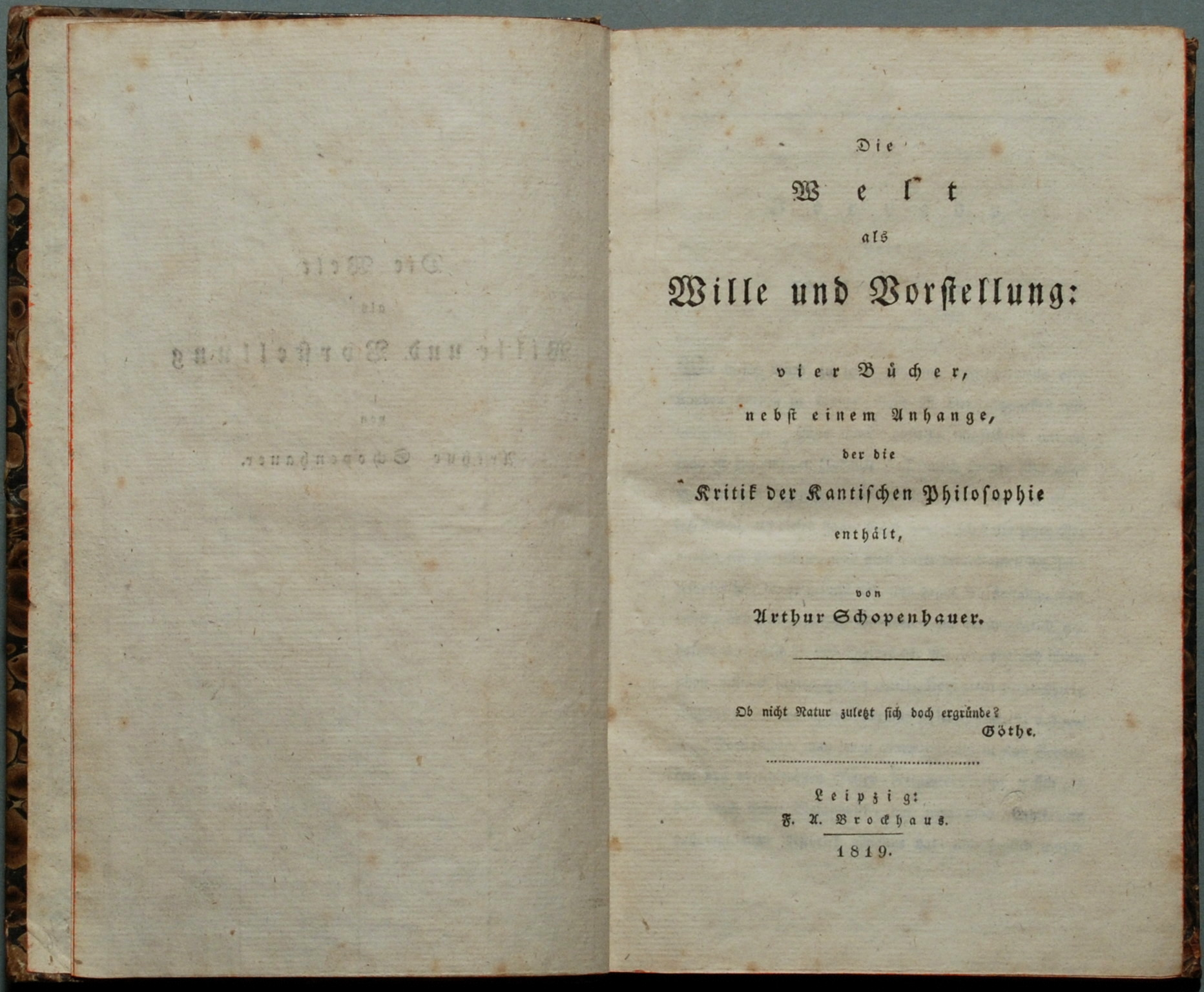
Portada de la primera edición.

### El mundo como representación
«El mundo es mi representación» es la frase con la que se abre la obra. Schopenhauer parte de la premisa de la limitación del conocimiento humano, idea tradicional en filosofía: «Nadie puede salirse de sí mismo para identificarse directamente con las cosas distintas a él; todo aquello de que se tiene conocimiento cierto e inmediato se encuentra dentro de su conciencia». Existe, por un lado, el sujeto de la representación (representación, en alemán: Vorstellung), que es el que conoce; por otra, el objeto, lo que se conoce, condicionado o estructurado por las formas a priori kantianas del espacio, el tiempo y la causalidad. El objeto, los seres naturales, orgánicos e inorgánicos, sin embargo, y esto es lo importante, carecen de existencia real fuera de la representación; no tienen más valor que el sueño de Calderón de la Barca, o el velo de Maya de los hinduistas. Lo que posee existencia verdadera es la cosa en sí, que para Schopenhauer viene expresada en el término voluntad.

### El mundo como voluntad
La cosa en sí de Kant, la realidad última de las cosas, está representada para Schopenhauer por un principio metafísico general que gobierna el universo, una fuerza omnímoda que Schopenhauer denomina voluntad (Wille), o voluntad de vivir (aquí se inspirará Nietzsche para su "voluntad de poder"), y que no debe interpretarse en el sentido corriente del término más que metafóricamente: nuestra voluntad, deseo o pulsión no es más que una proyección insignificante de esa Voluntad con mayúscula, de la cual la representación es mero fenómeno o apariencia. La voluntad no se encuentra sujeta a las formas del fenómeno, es decir, a la causalidad, el espacio y el tiempo. Tampoco, por tanto, al principium individuationis, es decir, que no se objetiva en los seres individuales (en consecuencia, dichos individuos no tienen existencia real como tales), sino en la suma de los mismos: la voluntad integra toda la naturaleza y el universo con la totalidad de entidades y seres que contienen. La voluntad, así, es una fuerza que obra sin motivo, irracionalmente; es como el motor ciego de la historia. Todas las energías de la naturaleza son expresivas de la Voluntad, incluyendo lo mismo las fuerzas naturales de todo signo (luz, gravedad, magnetismo), como las motivaciones, los instintos y tendencias, tanto animales como humanos.

### Ética y estética
Siguiendo en esto a las doctrinas orientales, el hombre es esclavo de su deseo, de la voluntad ciega de vivir, y este precisamente es el fundamento del radical pesimismo del autor: «La vida es un anhelo opaco y un tormento». Schopenhauer contradice la tesis de Leibniz de que vivimos en el mejor de los mundos posibles. «El optimismo no es más que la autoalabanza injustificada del verdadero creador del mundo, es decir de la voluntad de vivir, la cual se mira complacida en su propia obra: de ahí que sea no sólo una doctrina falsa, sino incluso perniciosa». (Libro Segundo). Dos son las obligaciones del hombre, a saber: la práctica de la compasión para con sus semejantes y liberarse del yugo de la voluntad (aunque no de la propia vida: Schopenhauer no predica el suicidio). A tal fin, su sistema propone dos alternativas: la del arte, expuesta en su libro tercero, dado que el placer de su ejercicio sustrae al dolor del deseo: la contemplación estética aparta al hombre de la cadena infinita de las necesidades y de los deseos, con una satisfacción inmóvil y completa. La segunda alternativa es la santidad, una vida ascética, a cuyos efectos el autor recurre al ejemplo de los hinduistas, budistas y místicos cristianos, quienes, en virtud de su reconocimiento cabal de la cosa en sí, se ven liberados de sus motivos.

La voluntad [de aquel que ve más allá del principium individuationis] da un giro, ya no afirma su propio ser, que se refleja en el fenómeno (Erscheinung), sino que lo niega. El Fenómeno (Phänomen) por medio del cual esto se manifiesta es el paso de la virtud a la ascesis. Ya no se contenta, en efecto, con amar al prójimo como a sí mismo ni con hacer por los demás lo que haría por sí, sino que nace en él un horror hacia ese ser cuya expresión es su propio fenómeno, hacia la voluntad de vivir, núcleo y esencia de ese mundo reconocido como un tormento. Por eso niega justamente esa esencia que aparece en él y que se expresa ya a través de su cuerpo, y sus actos dan ahora un mentís a su fenómeno y se ponen en contradicción con él. No siendo en esencia nada más que fenómeno de la voluntad, cesa de querer cosa alguna, huye de la dependencia de su voluntad respecto de cosa alguna y trata de reafirmar en su fuero interno la máxima indiferencia hacia todas las cosas. Su cuerpo, sano y robusto, expresa mediante los genitales el instinto sexual; pero él niega la voluntad y da un mentís al cuerpo: no quiere satisfacción sexual alguna, bajo ninguna condición. (...) Con la completa supresión del conocimiento, desaparecería de suyo el mundo en la nada, pues no hay objeto sin sujeto.
Libro IV, § 68, p. 449

La estética de Arthur Schopenhauer resulta de su doctrina filosófica de la primacía de la voluntad metafísica como la cosa en sí kantiana, fundamento de la vida y de todo ser. En su obra principal, El mundo como voluntad y representación, Schopenhauer pensaba que si la conciencia o la atención están completamente absortas, absortas u ocupadas con el mundo como representaciones o imágenes indoloras, entonces no hay conciencia del mundo como una voluntad dolorosa. La contemplación estética de una obra de arte proporciona ese estado: una liberación temporal del sufrimiento que resulta de la esclavitud a la voluntad [necesidad, anhelo, urgencia, lucha] al convertirse en un espectador sin voluntad del "mundo como representación" [ imagen o idea mental]. El arte, según Schopenhauer, también proporciona un conocimiento esencial de los objetos del mundo de una manera más profunda que la ciencia o la experiencia cotidiana.
La teoría estética de Schopenhauer se introduce en el libro 3 de El mundo como voluntad y representación, vol. 1, y desarrollado en ensayos en el segundo volumen. Proporciona una explicación de lo bello (alemán: Schönheit ) y lo sublime (Das Erhabene), una jerarquía entre las artes (desde la arquitectura, la jardinería paisajística, la escultura y la pintura, la poesía, etc. hasta la música, el pináculo de las artes, ya que es una expresión directa de la voluntad), y la naturaleza del genio artístico.

## Comentarios
El gran biógrafo y exégeta de Schopenhauer, Rüdiger Safranski, afirma que ninguna filosofía anterior a la de este autor había atribuido a lo estético  el máximo rango filosófico que este le otorga. «Una filosofía que no explica el mundo sino que proporciona información sobre lo que es y lo que significa, tiene que originarse, según Schopenhauer, en la experiencia estética del mundo». Añade que el filósofo sitúa en el centro de su doctrina al cuerpo, pero no porque quisiese instaurar una religión del más acá, sino «porque estaba muy lejos de amar lo que a uno le domina, es decir, el cuerpo». Su punto de partida, al revés que los filósofos contemporáneos suyos, es existencial por los cuatro costados, ya que la experiencia del mundo está estrechamente ligada al propio cuerpo, algo ante lo que no se puede retroceder.
Thomas Mann, en su ensayo de 1938 Schopenhauer —que supone a grandes rasgos un repaso general de El mundo como voluntad y representación—, recuerda que Tolstoi llamó al filósofo alemán «el más genial de todos los hombres»; comenta también que para el compositor Wagner su doctrina supuso «un verdadero regalo del cielo», y que para Nietzsche, pese a reaccionar contra él posteriormente, fue sobre todo «un gran enseñante y maestro». Por otra parte, sigue Mann, «la filosofía de Arthur Schopenhauer ha sido sentida siempre como una filosofía eminentemente artística, más aún, como la filosofía por excelencia de los artistas». Termina definiendo la obra: «El título de El mundo como voluntad y representación es sumamente objetivo, pero expresa en tres palabras no sólo el contenido del libro sino también al hombre que lo creó; lo expresa en su poderosa oscuridad y también en su potente lucidez, en su honda sensualidad y también en su espiritualidad rigurosa y pura, en sus pasiones y también en su ansia de redención. Este libro es un verdadero fenómeno. Su pensamiento, reducido en el título a la fórmula más breve, y presente en cada línea, es “un solo pensamiento” (...) es un libro que descansa en sí mismo, que está penetrado de sí mismo, que se corrobora a sí mismo en la medida en que es y hace lo que dice y enseña».
Jorge Luis Borges comentó este mismo trabajo de Mann en 1939 (comentario recogido en Textos cautivos, 1986); sobre el tan traído y llevado pesimismo de Schopenhauer, sostiene en dicha reseña: «Hay quienes lo reducen al pesimismo, reducción tan inicua y tan irrisoria como la de no querer ver en Leibniz otra cosa que el optimismo. (…) Yo pienso que optimismo y pesimismo son juicios de carácter estimativo, sentimental, que nada tienen que ver con la metafísica, que fue la tarea de Schopenhauer».
Para el estudioso de Schopenhauer Clément Rosset, «una de las grandes originalidades de Schopenhauer es haber atacado, por medio de otras ilusiones, la ilusión histórica nacida con el Siglo de las Luces y que perdura hasta nuestros días, a tal grado que hace poco la explicó, ingenuamente, el padre Teilhard de Chardin: "¡Nos movemos! ¡Avanzamos!" Ilusión mayor es la que ofrece Schopenhauer: no nos movemos y avanzamos, aún menos. Evidentemente, es necesario matizar: existe, con el tiempo, un progreso innegable del que somos beneficiarios (los transportes van más rápido, sufrimos menos en el dentista, etc.). Este progreso no deja de ser infinitamente precioso, pero se apoya sobre lo insustancial, sin ejercer efectos sobre lo que pesa en esencia: la insignificancia, la vejez, la muerte. La realidad evoluciona superficialmente, no en profundidad. Por mi parte, hago mío este juicio de Schopenhauer».
E. Friedrich Sauer, responsable de la introducción a la edición de editorial Porrúa, encuentra algunas contradicciones menores en la obra: los pensamientos de Schopenhauer sobre el suicidio, la equiparación de música y filosofía, y la dicotomía que establece entre deber y ética; valora, sin embargo, grandemente la claridad expositiva de su discurso, en comparación con otros ensayistas, como por ejemplo el oscuro Heidegger. Para ayudar a perfilar la figura del filósofo, destaca finalmente que el autor donó gran parte de su herencia a instituciones de caridad, cosa que corrobora Safranski al final de su biografía.

### Primaria
- SCHOPENHAUER, Arthur: Sämtliche Werke. Mannheim, Brockhaus, 1988 (Jubiläumausgabe in 7 Bänden). Edición a cargo de Arthur Hübscher. {ISBN 3-7653-0410-7} (Los dos tomos de Die Welt... se encuentran en los vols. II y III de esta edición.)
- SCHOPENHAUER, Arthur: Sämtliche Werke. Edición a cargo de W.F. von Löhneysen. Frankfurt am Main, Suhrkamp Taschenbuch Verlag, 1986, 5 vols. {ISBN 3-518-09737-7} Los vols. I y II recogen los dos tomos de Die Welt....

#### Traducciones al español
- Ediciones con la traducción de Eduardo Ovejero y Mauri:

1. El mundo como voluntad y representación. (3 tomos) Aguilar,  1960. Madrid, traducción de Eduardo Ovejero y Mauri
2. El mundo como voluntad y representación. Porrúa, México. traducción de Eduardo Ovejero y Mauri (esta edición  contiene sólo la primera parte)
3. El mundo como voluntad y representación. Buenos Aires, El Ateneo, 1950 (2 tomos):Traducción de Eduardo Ovejero y Maury
4. El mundo como voluntad y representación. Buenos Aires, Biblioteca Nueva, 1942: Traducción de Eduardo Ovejero, pp. 1017.
5. El mundo como voluntad y representación. Buenos Aires, Losada:  (2 tomos): Traducción de Eduardo Ovejero y Maury
  1. Volumen I {2009, ISBN 978-950-03-9590-8}
  2. Volumen II: complementos {2008, ISBN 978-950-03-9594-6}

- Ediciones con la traducción de  Roberto Aramayo:

1. El mundo como voluntad y representación. Madrid, Fondo de Cultura Económica (2 tomos): Traducción de Roberto Aramayo.
  1. Volumen I {2000, ISBN 978-84-375-0591-6}
  2. Volumen II: complementos {2000, ISBN 978-84-375-0571-8}
2. El mundo como voluntad y representación. Madrid, Alianza Editorial (2 tomos): Traducción de Roberto Aramayo.

- Ediciones con la traducción de  Rafael-José Díaz y Montserrat Armas:

1. El mundo como voluntad y representación. Madrid, Akal. Traducción de Rafael-José Díaz y Montserrat Armas. {2005, ISBN 978-84-460-0397-7}
2. El mundo como voluntad y representación. Madrid, Gredos (2 tomos): Traducción de Rafael-José Díaz y Montserrat Armas

- Ediciones con la traducción de Pilar de López Santamaría

1. El mundo como voluntad y representación. Madrid, Trotta (2 tomos): TRADUCCIÓN DE PILAR LÓPEZ SANTAMARÍA
  1. Volumen I {2004/2009 [2ª edición], ISBN 978-84-9879-078-8}
  2. Volumen II: complementos {2003/2009 [3ª edición], ISBN 978-84-9879-079-5}
2. Crítica de la Filosofía Kantiana: apéndice a "El mundo como voluntad y representación". Madrid, Trotta, 2000. {ISBN 84-8164-289-4}

### Secundaria
- GARDINER, Patrick: Schopenhauer. México, FCE, 1975. {ISBN 968-16-5179-0}
- MACEIRAS FAFIÁN, Manuel: Schopenhauer y Kierkegaard: sentimiento y pasión. Madrid, Cincel, 1985. {ISBN 84-7046-367-5}
- MAGEE, Bryan: The Philosophy of Schopenhauer. New York, Oxford University Press, 1997 (2nd.). {ISBN 0-19-823722-7}
- MANN, Thomas: Schopenhauer, Nietzsche, Freud. Barcelona, Plaza & Janés, 1986. {ISBN 84-01-45060-2}
- RIBOT, Th.: Schopenhauer y su filosofía. Buenos Aires, Americalee, 1946.
- ROSSET, Clément: Escritos sobre Schopenhauer. Valencia, Pre-Textos, 2005. {ISBN 84-8191-710-9}
- SAFRANSKI, Rüdiger: Schopenhauer y los años salvajes de la filosofía. Madrid, Alianza, 1991. {ISBN 84-206-2699-6}